# Метод отражённых волн
Метод отражённых волн МОВ (reflection seismic survey) — основной метод сейсморазведки. Основан на использовании волн, отражённых от границ сред с различной акустической жёсткостью. Применяется в варианте общей глубинной (средней)точки.

## Основы
Амплитуда отражённых волн зависит от разности акустических жёсткостей над и под границей.

## История
В 1914-м году применение отражённых сейсмических волн предложено американским учёным Реджинальдом Обри Фессенденом в патенте «Метод и аппаратура для обнаружения рудных тел».
В СССР метод предложен под названием «Способ и прибор для акустического исследования земных напластований» инженером Владимиром Воюцким в 1923-м году. Разработкой теории, методики этого метода и аппаратуры занимался Г. А. Гамбурцев. В феврале 1934 года на озере Байкал впервые в СССР были зарегистрированы отражённые волны сконструированным Л. А. Рябинкиным по идеям Гамбурцева подводным сейсмографом.
В 1939-м году в Ишимбаевском районе Башкирской АССР Г. А. Гамбурцевым и Ю. В. Ризниченко были выделены обменные отражённые волны.